# Barajevska reka
Die Barajevska reka (serbisches-kyrillisch: Барајевска река) oder auch Barajevica genannt, ist ein Fluss in der Belgrader Stadtgemeinde Barajevo in Serbien. Die Gesamtlänge des Flusses beträgt 12,7 km und das Einzugsgebiet ca. 77 km².

## Flusslauf
Die Barajevska reka entsteht durch das Zusammenfließen der zwei Bäche Krčevica und Rakovica, beim Weiler Nenadovac nordöstlich der Siedlung Barajevo. Etwa 30 km südlich des Stadtzentrums von Belgrad entfernt.
Vom Weiler Nenadovac gen Südwesten ziehend, fließt sie durch das Zentrum von Barajevo, unter anderem an der Kirche der Verbrennung der Reliquien des Hl. Sava vorbei. 
Weiter fließt sie gen Süden, verlässt Barajevo und erreicht das Gebiet des Dorfes Boždarevac. Sie durchquert das Dorfzentrum und fließt weiter in südwestlicher Richtung zum Ostteil des Dorfes Veliki Borak. Kurz nach dem Verlassen des Dorfgebiets von Veliki Borak mündet sie westlich des Dorfszentrums von Beljina in die Beljanica, einem rechten Nebenfluss der Kolubara. Sie ist nicht schiffbar.

## Quelle
- Nada Jovanović: Barajevski prostori nekad i sad, Beograd, 2000.